# Howard Davis (musicien)
Pour les articles homonymes, voir Howard Davis.
Howard Davis (9 avril 1940 - 5 février 2008) est un violoniste britannique, mieux connu comme chef du Quatuor Alberni pendant plus de 35 ans.   
Il est grandement respecté à la fois comme un joueur de violon raffiné et comme un enseignant inspirant et influent. Il est étudiant à la Royal Academy of Music de Londres de 1958 à 1963 et devient professeur de violon en 1982. 
Il joue sur un violon Carlo Tononi qui est vendu à la Royal Academy of Music vers la fin de sa carrière, mais il possède de nombreux autres instruments précieux et de nombreux archets. 
Howard a également une maison dans le nord de la France où il se rend souvent pendant les vacances. Il y fait construire une salle de concert pour donner des récitals de lui-même et de ses élèves. 
Howard Davis meurt le 5 février 2008 d'une maladie respiratoire. Sa femme, Virginia Black, et leurs deux fils lui survivent. 